# 비밀번호 크래킹
비밀번호 크래킹(Password cracking)은 암호 해독 및 컴퓨터 보안에서 컴퓨터 시스템에 암호화된 형태로 저장되거나 전송된 데이터에서 비밀번호를 복구하는 프로세스이다. 일반적인 접근 방식(무차별 대입 공격)은 비밀번호 추측을 반복적으로 시도하고 이를 비밀번호의 사용 가능한 암호화 해시와 비교하여 확인하는 것이다. 또 다른 유형의 접근 방식은 비밀번호 스프레이로, 이는 흔히 자동화되고 시간이 지남에 따라 천천히 발생하여 감지되지 않도록 일반적인 비밀번호 목록을 사용한다.
비밀번호 크래킹의 목적은 사용자가 잊어버린 비밀번호를 복구하도록 돕거나(완전히 새로운 비밀번호를 설치하면 시스템 관리 권한이 필요하기 때문에), 시스템에 대한 무단 액세스 권한을 얻거나, 시스템에 대한 예방 조치로 작동하는 것일 수 있다. 관리자는 쉽게 해독할 수 있는 비밀번호를 확인한다. 특정 파일의 권한이 제한되어 있는 경우, 파일별로 비밀번호 크래킹을 사용하여 판사가 액세스를 허용한 디지털 증거에 액세스할 수 있다.

## 같이 보기
- 무차별 대입 공격
- 사전 공격